# Roue Tourangelle
La Roue Tourangelle est une course cycliste française créée en 2002. Elle est ouverte aux professionnels depuis 2004 et fait partie de l'UCI Europe Tour dans la catégorie 1.2 de 2005 à 2012, puis en catégorie 1.1 depuis l'édition 2013. Elle est par conséquent ouverte aux équipes UCI ProTeams, aux équipes continentales professionnelles françaises, aux équipes continentales, à des équipes nationales et à des équipes régionales ou de clubs.
La course intègre la Coupe de France en 2015. L'édition 2020 est annulée en raison de la pandémie de Covid-19.

## Palmarès
| Année | Vainqueur              | Deuxième           | Troisième          |
| ----- | ---------------------- | ------------------ | ------------------ |
| 2002  | Mariusz Wiesiak        | Sergueï Lagoutine  | Daniel Okrucznski  |
| 2003  | Sergueï Lagoutine      | Maurizio Biondo    | Yohann Gène        |
| 2004  | Błażej Janiaczyk       | Arnaud Gérard      | Sébastien Minard   |
| 2005  | Gilles Canouet         | Julien Belgy       | Tim Cassidy        |
| 2006  | Sergey Kolesnikov      | Mikel Gaztañaga    | Michael Reihs      |
| 2007  | Yury Trofimov          | David Tanner       | Dmytro Kryvtsov    |
| 2008  | Vitaliy Kondrut        | Roman Chuchulin    | Jarosław Marycz    |
| 2009  | Arnaud Molmy           | Médéric Clain      | Dmitry Samokhvalov |
| 2010  | Yann Guyot             | Nicolas Baldo      | Dmitry Samokhvalov |
| 2011  | David Veilleux         | Anthony Delaplace  | Sébastien Chavanel |
| 2012  | Viatcheslav Kouznetsov | Rafaâ Chtioui      | Igor Boev          |
| 2013  | Mickaël Delage         | Benjamin Giraud    | Yauheni Hutarovich |
| 2014  | Angélo Tulik           | Yauheni Hutarovich | Adrien Petit       |
| 2015  | Lorrenzo Manzin        | Clément Venturini  | Jan Dieteren       |
| 2016  | Samuel Dumoulin        | Olivier Pardini    | Julien Duval       |
| 2017  | Flavien Dassonville    | Fabien Grellier    | Anthony Delaplace  |
| 2018  | Marc Sarreau           | Samuel Dumoulin    | Hugo Hofstetter    |
| 2019  | Lionel Taminiaux       | Robin Carpenter    | Marc Sarreau       |
| 2020  | Course annulée         | Course annulée     | Course annulée     |
| 2021  | Arnaud Démare          | Nacer Bouhanni     | Marc Sarreau       |
| 2022  | Nacer Bouhanni         | Bryan Coquard      | Sandy Dujardin     |
| 2023  | Rory Townsend          | Gerben Thijssen    | Pierre Barbier     |
| 2024  | Jason Tesson           | Gerben Thijssen    | Jenthe Biermans    |
| 2025  | Erlend Blikra          | Bryan Coquard      | Gerben Thijssen    |